# Cladonotus bhaskari
Cladonotus bhaskari — вид прямокрилих комах родини тетригід (Tetrigidae). Описаний у 2020 році.

## Поширення
Ендемік Шрі-Ланки. Відомий з єдиного зразка самиці, що зібраний у 2016 році у тропічному лісі у національному парку Сінхараджа у провінції Сабарагамува на півдні країни.